# 侨德仕街
侨德仕街是荷兰阿姆斯特丹市中心唐人街的一条主要街道，是著名红灯区德瓦伦最东边的分界线。与其相近的还有善德街等。

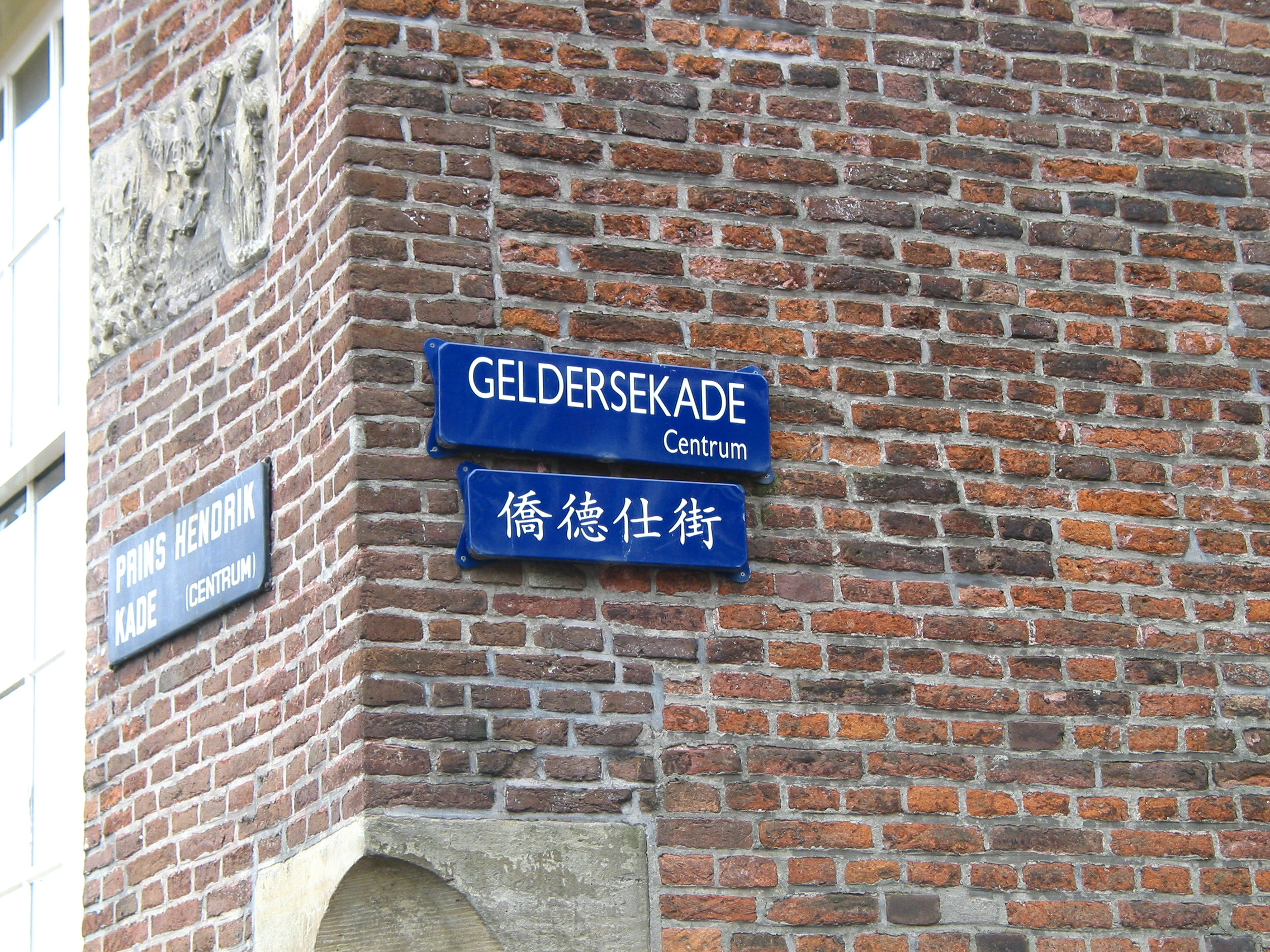
侨德仕街街道牌